# 世宗科學基地
62°13′23.2″S 58°47′13.4″W / 62.223111°S 58.787056°W
世宗科學基地韩国南极科学考察站，成立于1988年2月17日，它位于巴顿半岛（乔治王岛）。在夏季，该站可容纳90人。在冬季，它只能容纳17人。其任务是定期收集数据（气象记录，海洋参数等），但其主要的重点是跟踪自然环境的变化。

## 主要进行的研究
- 环境监测
- 大地测量/制图
- 地磁观测（1989年至今）
- 冰川 - 海冰区（自1998年以来）
- 电离层/极光观测（1989年至今）
- 大气科学上/下
- 气象观测
- 海洋学
- 近海海洋生物
- 陆上地质/地球物理
- 地震
- 平流层臭氧监测（自1998年以来）
- 陆地生物
- 潮汐测量